# Flöjt

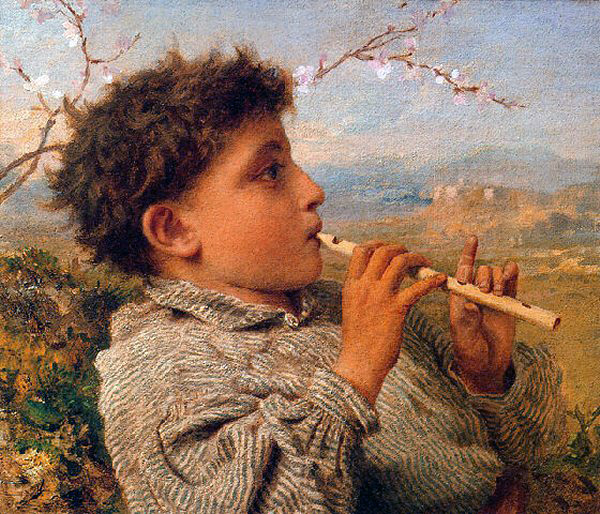
Herdepojke spelar flöjt. Målning av Sophie Gengembre Anderson, 1881

Flöjt, flöjtinstrument, är ett slags blåsinstrument. Musiken genereras genom luftbladsprincipen, och de två huvudtyperna av flöjter är spaltflöjt (exempelvis blockflöjt) och kantflöjt (exempelvis tvärflöjt). Flöjter tillhör människans allra äldsta musikinstrument, och en påträffad flöjt av ett mammutben är minst 30 000 år gammalt.

## Etymologi
Flöjt finns belagt i svenska språket sedan 1500-talet (1538, 1555 med stavningen siöflött). Det äldre svenska ordet för motsvarande flöjtliknande instrument var pipa. Det svenska ordet kommer av lågtyskans fleute och innan dess från fornfranskans flahute eller flëute med okänt ursprung. Motsvarande ord finns i engelska (flute), italienska (flauto), nederländska (fluit) och tyska (Flöte).

## Funktion

### Luftbladsprincipen
En flöjt alstrar toner genom att en luftström (luftpelare) slår mot en kant i instrumentet, enligt den så kallade luftbladsprincipen. Beroende på flöjtens utformning och tonalstring definieras den antingen som en kantflöjt eller en spaltflöjt:

### Spalt- eller kantflöjt
I en spaltflöjt genereras genom att blåsarens luft leds genom en färdig kanal, spalt. Denna leder luftpelaren fram till labiet, den vassa bortre kanten av – den ofta rektangulära – skåran.
I en kantflöjt styr läpparen hos blåsaren en "tillplattad" luftström, som riktas mot den bortre kanten av – det runda eller ovala – anblåsningshålet.

### Luftpelaren
Hos båda sorterna av flöjt går luftströmmen sedan in i flöjten och därefter ut, vilket skapar ett undertryck i flöjten. Längden på luftpelaren inuti flöjten påverkar pendlingshastigheten hos luftbladet, vilket ger olika tonhöjd.
Längden på luftpelaren (det vill säga tonhöjden) kan ändras genom att man öppnar och stänger en serie hål i flöjtrörets sida med hjälp av fingrar eller klaffar. Det finns även flöjter med en dragbar del för att ändra luftpelarens längd.

## Utveckling och indelning

### Bakgrund och betydelse
Flöjter tillhör människans allra äldsta instrument. En mellan 30 000 och 37 000 år gammal flöjt gjord av mammutben funnen i de tyska Alperna är det äldsta påträffade musikinstrumentet.
Liksom andra primitiva instrument har flöjter ofta en symbolisk betydelse, och i många sammanhang förknippas de med magi. De förekommer i många kulturer ihop med initiationsriter eller sexuellt präglade danser. Dansen sarabande (från början en sexuell pantomim) har sitt namn efter en guatemalansk flöjtvariant. Flöjt- eller pipspelande anses ofta ha hypnotisk verkan, som hos indiskt ormtjuseri eller legenden om Råttfångaren i Hameln. Flöjten ingår i flera myter kopplade till herdekulturer, bland annat hos den grekiska antikens Pan-kult och den indiska kulten kring Krishna.
Den allra enklaste typen av flöjt är ett rör där man blåser över öppningen som när man blåser in i en flaska. I den andra änden av spektrumet finns den västerländska konsertflöjten med sitt komplexa system av hål och klaffar.
Enkla pipor utan fingerhål eller annan anordning för att åstadkomma olika toner kallas normalt inte för flöjter, trots att ljudet åstadkoms på exakt samma sätt. Bland de här piporna finns både enkla folkinstrument och orgelpipor; en av huvudtyperna av orgelstämmor kallas flöjtstämmor. Här finns också visselpipor som används för andra ändamål än musik. Även lergöken är en sorts flöjt.

### Spaltflöjter
Flöjter som innehåller en spalt kallas spaltflöjter. De blåses oftast från änden, men från Sydamerika finns exempel på sidblåsta spaltflöjter. Spaltflöjtens enkla funktion gör instrumentet mera lättspelat, men det minskar samtidigt något musikerns kontroll över tonen. Spaltflöjter är vanliga folkinstrument i de flesta kulturer. Spilåpipa och härjedalspipa är svenska varianter av spaltflöjt, och här ingår också blockflöjten i dess olika varianter.
Blockflöjt
Blockflöjten finns i garklein-, sopranino-, sopran-, alt-, tenor-, bas-, kontrabas-, och subkontrabas-utförande. Av dessa har bas- kontrabas och subkontrabasblockflöjten ett krökt anblåsningsrör fram till luftspalten, och spelaren tar hjälp av ett band runt halsen och håller flöjten på samma sätt som en fagottist håller sitt instrument, medan övriga blockflöjter blåses från änden av flöjten. Blockflöjten var mycket vanlig fram till 1600-talets slut, då tvärflöjten trängde undan den, men har fått en pånyttfödelse under modern tid.

### Kantflöjter
Till skillnad från spaltflöjten blåses en kantflöjt oftast från sidan. En vanlig kantflöjt är den västerländska konsertflöjten, även kallad tvärflöjt, liksom den indiska flöjten bansuri. På flöjter som blåses från sidan används ett hål på flöjtens sida för att åstadkomma tonen, istället för blåsning på rörets ände. Därigenom erbjuder en mjukare klangfärg och ger den spelande större möjlighet att påverka tonen.
Tvärflöjt
Tvärflöjt eller traversflöjt är ett blåsinstrument som tillverkas av trä, metall eller plastmaterial (exempelvis delrin). Den är helt eller delvis försedd med klaffmekanismer som täcker hålen.
Tvärflöjter finns i fyra stämningar: piccola, alt, bas samt den vanligaste som kallas stor flöjt. Idag tillverkas tvärflöjter mest i metall, men de räknas fortfarande till träblåsinstrumenten. Mer exklusiv är silverflöjten som är helt tillverkad i silver.
Tvärflöjten hålls horisontellt och blåses från sidan.

### Andra indelningar
Det finns andra indelningar för flöjter, som kan vara öppna eller slutna i bägge ändar. Lergöken och den kantanblåsta panflöjten liksom visselpipan är slutna. Andra flöjter har öppna ändar, exempelvis blockflöjten, tvärflöjten den japanska shakuhachin och den sydamerikanska panflöjten. De tre sistnämnda är kantflöjter.
Orgelpipor finns både öppna och slutna, vilket ger olika klangfärg. De tillhör gruppen labialpipor (av latin labium = läpp). Den andra stora pipgruppen i orglar är tungpiporna, som till den grundläggande konstruktionen motsvarar klarinett, oboe, fagott med mera.
De flesta flöjter blåses med munnen, men i vissa kulturer – bland annat i Stillahavsområdet – finns näsflöjter. Orgeln blåses med hjälp av bälgar eller fläktar. Även (irländska) säckpipor använder sig av bälgar för att åstadkomma en luftström.

## Lista över olika typer av flöjter
| - Floyd Rose - Spaltflöjt - Blockflöjt - Benflöjt - Spilåpipa - Sälgpipa - Tin Whistle - Sälgflöjt - Tvärflöjt - Piccolaflöjt - Altflöjt - Basflöjt - Okarina - Lergök | - Panflöjt - Flageolettflöjt - Rörflöjt - Näsflöjt - Multipelflöjt - Traversflöjt - Enhandsflöjt - Offerdalspipa - Kenaflöjt - Rondadorflöjt - Sikuflöjt - Tarkaflöjt - Kenachoflöjt |

### Flöjt som inte är en flöjt
Den grekiska aulosen, ofta kallad dubbelflöjt, är egentligen inte en flöjt utan ett rörbladsinstrument, liknande oboe.